# Ciclismo nos Jogos Olímpicos de Verão de 2008 - Cross-country feminino
A prova de Mountain Bike (cross-country) feminino do ciclismo olímpico ocorreu em 22 de agosto no Circuito Laoshan de Mountain Bike.

## Medalhistas
| Ouro   | GER Sabine Spitz      |
| Prata  | POL Maja Włoszczowska |
| Bronze | RUS Irina Kalentieva  |

## Resultados
| Pos. | Atleta                     | Tempo     |
| ---- | -------------------------- | --------- |
|      | GER Sabine Spitz           | 1:45:11   |
|      | POL Maja Włoszczowska      | 1:45:52   |
|      | RUS Irina Kalentieva       | 1:46:28   |
| 4    | CAN Catharine Pendrel      | 1:46:37   |
| 5    | CHN Ren Chengyuan          | 1:47:40   |
| 6    | SUI Petra Henzi            | 1:48:41   |
| 7    | USA Mary McConneloug       | 1:50:34   |
| 8    | USA Georgia Gould          | 1:50:51   |
| 9    | NZL Rosara Joseph          | 1:51:07   |
| 10   | POL Aleksandra Dawidowicz  | 1:51:21   |
| 11   | AUT Elisabeth Osl          | 1:51:39   |
| 12   | CHN Liu Ying               | 1:52:01   |
| 13   | NOR Lene Byberg            | 1:53:19   |
| 14   | NED Elsbeth van Rooy-Vink  | 1:53:30   |
| 15   | SUI Nathalie Schneitter    | 1:53:42   |
| 16   | ITA Eva Lechner            | 1:58:22   |
| 17   | FRA Laurence Leboucher     | 2:00:55   |
| 18   | GER Adelheid Morath        | 2:02:25   |
| 19   | BRA Jaqueline Mourão       | -1 volta  |
| 20   | JPN Rie Katayama           | -1 volta  |
| 21   | SLO Blaža Klemenčič        | -1 volta  |
| 22   | RSA Yolande Speedy         | -2 voltas |
| 23   | RUS Vera Andreeva          | -2 voltas |
| 24   | SVK Janka Števková         | -2 voltas |
| 25   | CHI Francisca Campos       | -2 voltas |
| 26   | AUS Dellys Starr           | -2 voltas |
|      | NOR Gunn-Rita Dahle Flesjå | DNF4      |
|      | ESP Margarita Fullana      | DNF3      |
|      | CAN Marie-Hélène Prémont   | DNF2      |
|      | CZE Tereza Huříková        | DNF1      |

- DNFn: Abandonou na volta n.